# Sarah Brooks Pryor
Sarah Frances Brooks Pryor (1 de junio de 1877 - 20 de julio de 1972), fue una activista, educadora y conservacionista histórica estadounidense.

## Biografía
Brooks nació en una cabaña en el condado de Okaloosa, Florida. En su época colegial, debía usar un bote de remos para llegar hasta la escuela. Más adelante se convirtió en maestra, jefa de correos de Fort Walton Beach y finalmente en operadora del histórico hotel Indianola Inn. El presidente Woodrow Wilson la nombró en 1917 maestra de postas, desempeñándose en este cargo hasta 1943. Fundó y fue presidenta del Club de Mujeres de Fort Walton Beach, además de ser fundadora y miembro activo de la Sociedad Frances Pryor Camellia para proyectos de embellecimiento en su área. Fue la creadora del Marcador de Estrella Azul del Museo del Templo que conmemora a los caídos en la Segunda Guerra Mundial.
Murió en el condado de Okaloosa en 1972 y fue incluida en el Salón de la Fama de las Mujeres de Florida en 1995. Su nombre está expuesto en el Capitolio de Florida.